# Thế giới khủng long: Vương quốc sụp đổ
Thế giới khủng long: Vương quốc sụp đổ (tên gốc tiếng Anh: Jurassic World: Fallen Kingdom) là một bộ phim phiêu lưu khoa học viễn tưởng Mỹ năm 2018 và là phần tiếp nối của bộ phim Thế giới khủng long (2015). Bộ phim được đạo diễn bởi J. A. Bayona, đây là phần thứ năm của loạt phim Jurassic Park, cũng như phần thứ hai của bộ ba Jurassic World đã được lên kế hoạch. Derek Connolly và đạo diễn Thế giới khủng long Colin Trevorrow quay trở lại với tư cách là nhà biên kịch, với Trevorrow và đạo diễn Jurassic Park, Steven Spielberg, đóng vai trò là nhà sản xuất điều hành. Tác phẩm khởi chiếu ở Việt Nam vào ngày 8 tháng 6 năm 2018.
Câu chuyện được lấy bối cảnh trên hòn đảo Trung Mỹ hư cấu ngoài khơi Costa Rica trên Thái Bình Dương, Isla Nublar, theo dấu Owen Grady và Claire Dearing khi họ giải cứu những con khủng long còn sót lại trên hòn đảo bỏ hoang trước khi một vụ phun trào núi lửa phá hủy nó. Chris Pratt, Bryce Dallas Howard, B. D. Wong và Jeff Goldblum tái xuất trong vai diễn của họ từ các bộ phim trước đó trong loạt phim, với sự góp mặt của Rafe Spall, Justice Smith, Daniella Pineda, James Cromwell, Toby Jones, Ted Levine, Isabella Sermon và Geraldine Chaplin.
Quá trình quay phim diễn ra từ tháng 2 đến tháng 7 năm 2017 tại Vương quốc Anh và Hawaii. Bộ phim được sản xuất và phân phối bởi Universal Pictures, Vương quốc sụp đổ công chiếu tại Madrid vào ngày 21 tháng 5 năm 2018 và được phát hành tại Hoa Kỳ vào ngày 22 tháng 6 năm 2018. Bộ phim đã thu về hơn 1,1 tỷ USD trên toàn thế giới, giúp nó trở thành bộ phim thứ ba trong loạt phim vượt qua mốc 1 tỷ, nó còn là bộ phim có doanh thu cao thứ ba trong năm 2018 và là bộ phim có doanh thu cao thứ 18 của mọi thời đại. Phim nhận được nhiều phản ứng lẫn lộn từ các nhà phê bình, nhiều người ca ngợi diễn xuất của Pratt, hướng đi của Bayona, hiệu ứng hình ảnh, và "những khoảnh khắc đen tối đáng ngạc nhiên", mặc dù nhiều người cũng chỉ trích kịch bản và cảm thấy bộ phim không có gì mới mẻ, cho rằng thương hiệu này đã hết thời. Phần tiếp nối là Thế giới khủng long: Lãnh địa, công chiếu vào 10 tháng 6 năm 2022.

## Nội dung
Không lâu sau các sự kiện của Jurassic World, một nhóm lính đánh thuê đến hòn đảo Isla Nublar bị bỏ hoang để thu thập DNA từ phần còn lại của con Indominus rex ở đáy đầm phá của công viên. Sau khi thu thập thành công một mảnh xương, những người sống sót của nhóm hầu như không thoát khỏi hòn đảo sau các cuộc tấn công của con Mosasaurus và Tyrannosaurus rex.
Ba năm sau, vào năm 2018, một phiên điều trần của Thượng viện Hoa Kỳ tại Washington, D.C. tranh luận liệu loài khủng long trên đảo Isla Nublar có nên được cứu thoát khỏi một vụ phun trào núi lửa sắp xảy ra hay không. Nhà toán học Tiến sĩ Ian Malcolm xác nhận rằng loài khủng long nên được phép biến mất để sửa lại lỗi lầm mà John Hammond tạo ra trong việc nhân bản chúng. Trong khi đó, nhân viên quản lý trước đây của Jurassic World, Claire Dearing, đã thành lập Nhóm Bảo vệ khủng long để tuyên truyền và bảo vệ loài vật này. Sau khi quyết định của Thượng viện phản đối việc cứu rỗi loài khủng long, đối tác cũ của Hammond, Benjamin Lockwood, triệu tập Claire đến vùng đất phía Bắc California của ông. Lockwood và trợ lý của ông, Eli Mills, tiết lộ một kế hoạch di dời những con khủng long đến một khu bảo tồn ở hòn đảo mới. Sự giúp đỡ của Claire là cần thiết để kích hoạt lại hệ thống theo dõi khủng long của công viên để xác định vị trí của chúng, đặc biệt là Blue, con Velociraptor cuối cùng còn sống sót. Mặc dù họ đã xa nhau, Claire vẫn tuyển dụng huấn luyện viên Velociraptor trước đây của công viên và "con đầu đàn" của Blue, Owen Grady, để giúp cô bắt nó.
Tại Isla Nublar, Claire và cựu kỹ thuật viên của công viên, Franklin Webb, khởi động lại hệ thống theo dõi trực tuyến. Owen, bác sĩ cổ sinh vật - thú y Zia Rodriguez, và một nhóm lính đánh thuê do Ken Wheatley dẫn đầu bắt đầu đi tìm kiếm Blue. Khi tìm thấy nó, Owen định kết nối lại mối quan hệ với Blue nhưng kết quả là nhóm lính đánh thuê phản bội Owen mà bắn Blue và Wheatley gây mê anh ta. Nhóm lính bắt Zia để cô ấy có thể chữa trị thương tích cho Blue. Claire, Franklin và Owen lẻn lên tàu của bọn lính đánh thuê, nơi họ tìm thấy Zia cùng với Blue. Claire và Owen nhận ra rằng họ đã bị lừa dối và những con khủng long bị bắt chưa bao giờ có ý định được vận chuyển đến một hòn đảo khác và chúng thực ra được dự định cho một mục đích khác. Con tàu khởi hành đến Mỹ và những con vật bị bỏ lại phía sau chết trong vụ phun trào.
Trở lại khu đất, cháu gái của Lockwood, Maisie nghe trộm Mills và người bán đấu giá Gunnar Eversol bí mật lên kế hoạch bán những con khủng long bị giam trên thị trường chợ đen. Họ cũng có ý định tiết lộ con Indoraptor, một loài khủng long biến đổi gen mới được tạo ra bởi nhà di truyền học Tiến sĩ Henry Wu sử dụng chuỗi DNA của con Indominus rex và Velociraptor. Wu muốn DNA của Blue tạo ra một Indoraptor được cải tiến, ông không biết rằng máu của Blue đã bị làm bẩn khi Zia truyền máu của con Tyrannosaurus cho Blue. Sau khi Maisie thông báo cho Lockwood về cuộc đấu giá, ông ta đối mặt với Mills, người đã giết ông ấy. Maisie sau đó được tiết lộ là đã được nhân bản từ người con gái đã qua đời của Lockwood và đó chính là lý do mà John Hammond, người phản đối kỹ thuật nhân bản vô tính con người, điều đó đã chấm dứt mối quan hệ đối tác của họ.
Những con khủng long được vận chuyển đến dinh thự của Lockwood và bị nhốt. Zia và Franklin trốn được, nhưng Owen và Claire bị bắt giữ và bị giam cầm. Họ trốn thoát sau khi Owen kích động một con Stygimoloch phá vỡ phòng giam. Maisie dẫn họ đến nơi con Indoraptor đang được bán đấu giá bất chấp sự phản đối của Wu rằng đó là một nguyên mẫu. Owen phá vỡ cuộc đấu giá bằng cách dụ con Stygimoloch vào phòng đấu giá. Trong sự hỗn loạn sau đó, Wheatley gây mê con Indoraptor để lấy một chiếc răng như một chiến lợi phẩm, nhưng nó giả vờ bị mê man và trốn thoát, giết chết hắn ta, Eversol, và những người khác. Indoraptor săn đuổi Owen, Claire và Maisie trong dinh thự. Zia giải phóng Blue, nó tấn công con Indoraptor, khiến nó rơi xuống mái nhà bằng kính và chết.
Khí xyanua hydro bị giải phóng trong quá trình, làm đe dọa đến tính mạng các loài khủng long đang bị nhốt, Maisie không thể để chúng chết và giải phóng chúng làm ngơ trước lời cảnh báo của Owen. Mills bị giết và mảnh xương của con Indominus rex bị phá hủy bởi con Tyrannosaurus. Owen, Claire, Maisie, Zia và Franklin an toàn thoát khỏi dinh thự, trong khi Blue và những con khủng long khác trốn thoát.
Trong một buổi điều trần mới của Thượng viện Hoa Kỳ, Tiến sĩ Malcolm tuyên bố khởi đầu của kỷ nguyên Tân Jura, nơi con người và khủng long phải học cách cùng tồn tại và chung sống. Những cảnh hậu danh đề cho thấy những con khủng long được giải phóng vào vùng hoang dã và vùng ngoại ô thành phố.

## Diễn viên
- Chris Pratt vai Owen Grady
- Bryce Dallas Howard vai Claire Dearing
- Rafe Spall vai Eli Mills
- Justice Smith vai Franklin Webb
- Daniella Pineda vai Zia Rodriguez
- James Cromwell vai Benjamin Lockwood
- Toby Jones vai Gunnar Eversol
- Ted Levine vai Ken Wheatley
- B. D. Wong vai Henry Wu
- Isabella Sermon vai Maisie Lockwood
- Geraldine Chaplin vai Iris
- Jeff Goldblum vai Ian Malcolm

## Sản xuất

### Phát triển
Trong khi thảo luận về bộ phim Jurassic World (2015), nhà sản xuất điều hành Steven Spielberg có nói với đạo diễn Colin Trevorrow rằng ông quan tâm đến việc nhiều hơn một bộ phim được thực hiện.[28] Vào tháng 4 năm 2014, Trevorrow tuyên bố rằng các phần tiếp theo đã được cân nhắc: "Chúng tôi muốn tạo ra một cái gì đó ít riêng lẻ và từng tập hơn, và một cái gì đó có khả năng tạo thành một loạt phim với một câu chuyện hoàn chỉnh."[29] Trevorrow cho biết Chris Pratt và Omar Sy có thể sẽ tham gia trong một vài phần tiếp theo và ông sẽ đạo diễn bộ phim nếu được yêu cầu.[29] Trevorrow sau này nói với Spielberg rằng ông sẽ chỉ tập trung vào việc đạo diễn duy nhất một bộ phim trong sê-ri,[28] và tuyên bố vào tháng 5 năm 2015 rằng ông sẽ tham gia vào phần tiếp theo "với vai trò nào đó, nhưng không phải là đạo diễn." Ông cảm thấy các đạo diễn khác nhau có thể mang lại những hương vị khác nhau cho các bộ phim trong tương lai.[30] Pratt đã kí kết các hợp đồng tham gia các bộ phim trong tương lai,[31] cũng như Ty Simpkins, người đóng vai Gray trong Jurassic World. [32]
Vào ngày 3 tháng 6 năm 2015, Trevorrow nói rằng Jurassic World đã bỏ ngỏ nhiều hướng đi khác nhau cho câu chuyện: "Tôi thực sự thích ý tưởng rằng những nhà di truyền học của công viên không phải là những người duy nhất có thể tạo ra một con khủng long [...] khi bạn nghĩ về sự khác biệt giữa Apple và PC, ngay khi thứ gì đó có mã nguồn mở, có tất cả các loại công ty và người kiếm lời có thể chế tạo công nghệ đó."[33] Vào ngày 8 tháng 6 năm 2015, nhà sản xuất của Jurassic World Frank Marshall đã gặp Trevorrow và Universal Pictures để thảo luận về phần tiếp theo.[34] Cuối tháng đó, anh không phủ nhận khả năng bộ phim có thể có "những người lính khủng long"[35] và nói rằng bộ phim "không phải lúc nào cũng sẽ nói về Công viên kỷ Jura". Anh cảm thấy những bộ phim trong tương lai có thể khám phá ý tưởng về khủng long và con người cùng chung sống.[28] Trevorrow cũng ám chỉ rằng các bộ phim tiếp theo có thể không liên quan đến công viên chủ đề,[36] và nói rằng ông sẽ thích xem một bộ phim Công viên kỷ Jura do một trong những đạo diễn phim kinh dị Tây Ban Nha giấu tên thực hiện. [37]

### Tiền sản xuất
Vào ngày 23 tháng 7 năm 2015, Universal đã công bố một bộ phim thứ năm đã được lên kế hoạch vào ngày 22 tháng 6 năm 2018 tại Hoa Kỳ. Người ta cũng thông báo rằng Trevorrow sẽ viết kịch bản với đối tác biên kịch của mình, Derek Connolly, như họ đã làm với phim Jurassic World; rằng bộ phim sẽ được sản xuất bởi Frank Marshall; và Spielberg và Trevorrow sẽ đóng vai trò là nhà sản xuất điều hành. Universal cũng công bố Chris Pratt và Bryce Dallas Howard sẽ tiếp tục đóng vai của họ từ bộ phim trước.[10] Tại thời điểm công bố bộ phim, Trevorrow cho biết loạt phim "không phải lúc nào cũng sẽ bị giới hạn bởi cái công viên". Ông khẳng định bộ phim sẽ không có kịch bản "một đàn khủng long đuổi người trên đảo", nói rằng "Khán giả sẽ chán cực nhanh." [38] Trevorrow cũng nói về cốt truyện nguồn mở có thể của bộ phim: "Ta có thể ví InGen như là Mac, nhưng nếu PC nắm công nghệ đó trong tay thì sao? Nếu có 15 thương hiệu khác nhau trên khắp thế giới có thể tạo ra một con khủng long thì sao?"[38]
Vào tháng 8 năm 2015, Howard cho biết kịch bản đã được viết,[39] và Universal Studios thông báo rằng bộ phim sẽ được phát hành sớm ở Anh hai tuần, vào ngày 7 tháng 6 năm 2018.[40][41] Cuối năm đó, B. D. Wong nói rằng ông "sẽ rất vui lòng nếu trở lại" trong vai Tiến sĩ Henry Wu,[42] trong khi Howard tuyên bố rằng việc quay phim sẽ bắt đầu vào năm 2017.[43] Howard cũng cho biết cô sẽ rất thích thú nếu các nhân vật trong các phần Công viên kỷ Jura cũ trở lại cho phần phim thứ năm, cô nói: "Tôi có thể hình dung một bộ phim nơi có rất nhiều nhân vật cũ quay trở lại."[44] Đến tháng 10 năm 2015, đạo diễn J.A. Bayona đã được xem xét để chỉ đạo bộ phim. Thay vào đó, anh chọn chỉ đạo phần tiếp theo của Thế chiến Z, một dự án mà anh đã ký hợp đồng.[45] Vào tháng 1 năm 2016, có thông tin rằng Bayona vẫn có thể là một ứng cử viên để đạo diễn bộ phim sau khi anh ấy rời khỏi phần tiếp theo của Thế chiến Z do các cam kết khác.[46]
Vào tháng 3 năm 2016, Luân Đôn đã được khảo sát như một địa điểm quay phim khả thi và làm bối cảnh cho bộ phim;[47] sau đó đã có thông báo rằng việc quay phim sẽ diễn ra tại một trường quay ở Anh.[48] Vào ngày 14 tháng 4 năm 2016, nam diễn viên Jeff Goldblum cho biết không có kế hoạch cho ông xuất hiện trong phim, mặc dù ông nói rằng ông rất cởi mở nếu được gợi ý.[49] Vào ngày 18 tháng 4 năm 2016, Bayona được công bố là đạo diễn của bộ phim, với Belén Atienza và Patrick Crowley tham gia với Marshall trong tư cách nhà sản xuất.[50] Spielberg, Marshall và Kathleen Kennedy đã bị ấn tượng bởi bộ phim The Impossible (2012) của vị đạo diễn, và ban đầu xem xét việc anh ấy chỉ đạo bộ phim Jurassic World. Anh đã từ chối vì cảm thấy không có đủ thời gian để sản xuất.[51][52] Trevorrow muốn Bayona đạo diễn bộ phim sau khi xem bộ phim kinh dị năm 2007 của anh ấy, The Orphanage.[53][54] Trước khi được thuê, Bayona đã gặp Trevorrow và bị cuốn hút vào dự án sau khi đọc nửa sau của kịch bản, sẽ có bối cảnh như một bộ phim ngôi nhà ma ám.[55] Sau khi Bayona được thuê, Trevorrow nói về bộ phim, "Chúng tôi đang chuyển nó sang lãnh thổ mới. J.A. Bayona là một đạo diễn đáng kinh ngạc và tôi biết anh ấy sẽ vượt qua ranh giới của một bộ phim 'Jurassic'. Tôi nghĩ điều rất quan trọng là phải chấp nhận rủi ro. Một nhượng quyền thương mại phải phát triển hoặc diệt vong."[56] Trevorrow và Bayona hợp tác chặt chẽ trong suốt quá trình sản xuất bộ phim.[2] Vào tháng 6 năm 2016, nam diễn viên Sam Neill đã được phỏng vấn rằng liệu ông có trở lại sê-ri trong vai Tiến sĩ Alan Grant hay không, ông có trả lời: "Bạn không bao giờ nói không bao giờ, nhưng tôi nghĩ rằng nó vẫn tiếp tục. Thời điểm khác nhau." [57]
Bộ phim, dưới tiêu đề làm việc là Ancient Futures,[58] đã có bước tiền sản xuất hoàn thành vào tháng 7 năm 2016, với các bảng cốt truyện được thiết kế.[59] Andy Nicholson được thuê làm nhà thiết kế sản xuất của bộ phim. Anh đã dành bốn tuần với Bayona ở Barcelona, thảo luận về hình ảnh cảm hứng và chi tiết nền phim, cũng như ý tưởng của Bayona cho dinh thự Lockwood.[2] Sản xuất đã được lên kế hoạch để bắt đầu ở Hawaii vào tháng 2 năm 2017.[60][61] Wales cũng được xác nhận là một địa điểm quay phim,[62] bao gồm Brecon Beacons và Penbryn.[63] Trevorrow nói rằng Hawaii sẽ được sử dụng làm địa điểm quay phim chính, trong khi việc quay phim ở U.K sẽ chỉ giới hạn trong các trường quay, mà không quay trực tiếp ở đó. Trevorrow cũng cho biết bộ phim sẽ có mặt nhiều loài khủng long chưa từng được thấy trong các bộ phim trước đó và phủ nhận rằng câu chuyện của bộ phim sẽ liên quan đến khủng long được quân sự hóa, chỉ được đề cập trong phim.[64]
Trong nửa sau của bộ phim, nơi khủng long được vận chuyển bằng thuyền lên đất liền, cả Ecuador và Peru đều đã được khảo sát như các địa điểm và bối cảnh quay phim khả thi. Marshall nghĩ rằng Cabo San Lucas khá lý tưởng, nhưng những địa điểm này cuối cùng không phục vụ gì cho câu chuyện của bộ phim. Mặc dù bộ phim được quay một phần ở Anh, Spielberg cảm thấy đất nước này quá xa so với quần đảo Isla Nublar hư cấu để được sử dụng làm bối cảnh trong phim cho nửa sau. Ông và các nhà sản xuất không muốn bộ phim dành quá nhiều thời gian trên một chiếc tàu hàng. Crowley tuyên bố: "Thay vì biến nó thành một bộ phim về chuyến ngao du trên biển, khá là không thú vị, bạn cần phải đến được đất liền." [65]
Vào tháng 9 năm 2016, Bayona đã xác nhận bộ phim sẽ là chương thứ hai trong bộ ba Jurassic World được lên kế hoạch.[66] Cuối năm đó, Marshall nói rằng Wong "có lẽ sẽ quay trở lại".[67] Nhà soạn nhạc cho Jurassic World Michael Giacchino xác nhận rằng ông sẽ trở lại với tư cách là nhà biên soạn cho bộ phim thứ năm.[68] Óscar Faura được công bố là nhà quay phim của bộ phim vào cuối năm đó.[69]

### Biên kịch
Mặc dù Spielberg đã tham gia rất nhiều vào việc phát triển ý tưởng cho Jurassic World, anh ấy đã khiến Trevorrow và Connolly nghĩ ra ý tưởng của riêng họ cho phần tiếp theo. Anh có quyền phê duyệt cuối cùng cho dự án.[70] Vào tháng 6 năm 2015, khoảng hai tuần sau khi phát hành bộ phim Jurassic World, Trevorrow thực hiện một chuyến đi từ Los Angeles đến bang Vermont quê nhà của ông. Connolly đồng hành cùng Trevorrow để họ có thể thảo luận về một loạt ý tưởng cơ bản mà Trevorrow dành cho bộ phim.[2] Trong chuyến đi kéo dài tám ngày của họ,[71] họ bắt đầu thực hiện kịch bản và nghĩ ra các cốt truyện cơ bản.[72][73] Trevorrow cho biết câu chuyện của bộ phim được lấy cảm hứng từ một câu trích dẫn của Tiến sĩ Alan Grant trong bộ phim đầu tiên: "Khủng long và con người, hai loài vật cách nhau 65 triệu năm tiến hóa, đột nhiên bị ném trở lại và trộn lẫn với nhau. Làm sao chúng ta có thể biết điều gì sẽ xảy ra? "[74] Trevorrow nói rằng câu chuyện bị ảnh hưởng khá lớn bởi ý tưởng rằng," Một sai lầm đã xảy ra trước đây không thể được hoàn tác."[64]
Bộ phim cũng dựa trên các khái niệm từ tiểu thuyết Jurassic Park (1990) của Michael Crichton và phần tiếp theo của nó Thế giới đã mất (1995), và bao gồm các đoạn hội thoại từ cuốn tiểu thuyết đầu tiên.[64] Núi lửa của Isla Nublar có xuất hiện trong cuốn tiểu thuyết đầu tiên, và các nhà văn đã chọn kết hợp nó vào cốt truyện của bộ phim.[75] Trevorrow đã so sánh sự phá hủy của Isla Nublar với "sự thiêu rụi của một nhà thờ hoặc một ngôi đền", ông phát biểu rằng: "Tôi thật sự nghĩ rằng hủy diệt nó giống như giết chết một nhân vật theo cách nào đó, và nếu bạn sẽ làm điều đó, miễn là bạn tiếp cận nó với sự tôn trọng và thừa nhận đúng đắn rằng bạn hiểu những gì bạn đang làm là không thể xóa bỏ và sau đó hy vọng mọi người sẽ có phản ứng cảm xúc nhưng họ sẽ không căm ghét bạn vì điều đó."[76] Ý tưởng bao gồm một "đối tác thầm lặng" của John Hammond cũng được lấy cảm hứng từ tiểu thuyết Công viên kỷ Jura. Mặc dù nhân vật Benjamin Lockwood không xuất hiện trong tiểu thuyết, cuốn sách mô tả những năm đầu dẫn đến việc nhân bản khủng long. Điều này khiến Trevorrow nhận ra rằng sẽ có nhiều người tham gia vào một dự án như vậy, thuyết phục anh rằng ai đó như Lockwood sẽ nằm trong số những người đó.[77]
Trong kịch bản phim ban đầu của mình, Trevorrow đã bao gồm các yếu tố câu chuyện mà Marshall và Crowley cho là quá mức với một bộ phim. Các nhà sản xuất cảm thấy điều quan trọng là bao gồm các chi tiết về cuộc sống của Owen và Claire sau các sự kiện của Jurassic World.[65] Mặc dù kết thúc ban đầu giống như phiên bản cuối cùng, Trevorrow đã muốn đưa thêm các chi tiết về sự hòa nhập của khủng long vào thế giới hiện đại. Ông đã chọn loại bỏ chúng để giữ cho câu chuyện lưu loát.[78] Về cấu trúc của kịch bản, Trevorrow cho biết, được lấy cảm hứng từ bộ phim Bridge of Spies năm 2015 của Spielberg, trong đó hai câu chuyện tưởng chừng như không liên quan "va chạm ở giữa, và tiếp tục cùng nhau."[70] Trevorrow cũng lấy cảm hứng từ bộ phim năm 1975 Three Days of the Condor, ông nói: "Đó là một trong những nơi mà bạn nghĩ rằng bạn biết điểm số là gì, và rồi mọi thứ thay đổi, và rồi đột nhiên bạn không biết tin tưởng vào ai." [70] Khi đạo diễn Jurassic World, Trevorrow đã quen với việc cách hoạt hình điện tử (animatronic) làm việc và viết cảnh cho phần tiếp theo sẽ cho phép họ sử dụng công nghệ này. Ví dụ, hoạt hình điện tử không có khả năng thực hiện một số hành động nhất định như chạy. [79]
Về ý tưởng nhân bản con người, Trevorrow nói rằng "chúng ta gần gũi với việc nhân bản con người hơn là nhân bản khủng long. Tôi cảm thấy như một bước nhảy vọt đối với tôi so với khủng long. [...] Người có tình yêu sâu sắc và cảm thấy mất mát và không có khả năng tiếp tục, tôi nghĩ đó là điều mà tất cả chúng ta đều cảm thấy. Vì vậy, ý tưởng rằng bạn có thể đưa ai đó trở lại theo cách này là một ý tưởng rất logic."[80] Trevorrow cũng cho biết ông quan tâm đến "tác động lớn hơn" của sức mạnh di truyền, bao gồm tác động cảm xúc và tác động tiềm tàng của con người. Ông nói thêm, "chúng tôi tự ý thức rằng chúng tôi không muốn tiếp tục làm phim về sự nguy hiểm của khoa học nữa. Chúng tôi muốn kể một câu chuyện về nơi chúng tôi đang ở hiện tại, đó là chúng tôi đã nhầm lẫn với khoa học, chúng tôi đã thay đổi về cơ bản thế giới của chúng ta và bây giờ chúng ta phải giải quyết hậu quả."[77] Trevorrow lo lắng về cách khán giả sẽ phản ứng với khía cạnh nhân bản vô tính của câu chuyện, một ý tưởng được Spielberg ủng hộ, người hào hứng với những câu hỏi mà một ý tưởng như vậy có thể nêu ra trong phần tiếp theo của bộ phim.[76] Vì những lời chỉ trích về cái chết của Zara trong phần phim trước, Trevorrow đã tuyên bố rằng "Chúng tôi đảm bảo mọi cái chết đều có ý nghĩa nào đó. Mọi nhân vật đều thích đáng với cái chết của họ trong bộ phim này, một bài học đã được rút ra. Năm 2018 mọi người đều mất mạng. Những người xấu."[76]
Sau khi Bayona được thuê, anh bắt đầu đọc tiểu thuyết của Crichton, bao gồm Công viên kỷ Jura và Thế giới đã mất để lấy cảm hứng và "cố gắng đắm mình trong tâm trí của Crichton."[81][82] Trevorrow và Connolly bắt đầu làm việc với Bayona vào tháng 7 năm 2016, để hoàn thiện kịch bản theo ý thích của đạo diễn.[64] Trevorrow cho biết bộ phim sẽ "hồi hộp và đáng sợ" hơn so với phần trước: "Đó là cách nó được thiết kế, đó là cách câu chuyện diễn ra. Tôi biết tôi muốn Bayona đạo diễn bộ phim từ lâu trước khi mọi người biết rằng đó là một khả năng, vì vậy toàn bộ mọi thứ chỉ được xây dựng xung quanh bộ kỹ năng của anh ấy."[64] Trevorrow sau đó mô tả bộ phim là "khi The Impossible gặp The Orphanage nhưng với khủng long."[54] Bayona nói rằng nửa đầu của bộ phim được đặt trên hòn đảo, "Bạn sẽ có những mong đợi từ một bộ phim Jurassic", trong khi nửa sau "chuyển sang một môi trường hoàn toàn khác, bạn cảm thấy hồi hộp hơn, đen tối hơn, ngột ngạt hơn và thậm chí có loại yếu tố gothic mà tôi yêu thích."[83] "Yếu tố gothic" của sự hồi hộp bị ảnh hưởng bởi các bộ phim của Alfred Hitchcock.[84] Anh đã so sánh nó với các bộ phim tiếp nối như The Empire Strikes Back và Star Trek II: The Wrath of Khan, cả hai đều được coi là đen tối hơn so với bộ phim trước của chúng. [85]
Trevorrow cho biết khủng long của bộ phim sẽ là "một câu chuyện ngụ ngôn về những con vật ngày hôm nay: bị ngược đãi, bị làm thí nghiệm y tế, trở thành thú cưng, thú hoang nuôi nhốt trong sở thú như nhà tù, quân đội sử dụng động vật làm vũ khí."[86] Ý tưởng về khủng long vũ trang là của Spielberg.[71] [87] Trevorrow nói rằng với phân cảnh phiên đấu giá khủng long của bộ phim, "Bản năng xấu xa nhất của loài người được bộc lộ. Bộ phim đầu tiên nói rất rõ về lòng tham của tập thể. Ở đây chỉ nói về lòng tham của con người." Bộ phim bao gồm các ý tưởng trước đây được đề xuất trong một dự thảo bị từ chối năm 2004 của bộ phim Jurassic Park IV (sau này là Jurassic World), được trình bày theo cấu trúc tương tự: sự trở lại của Isla Nublar, sau đó là một nửa phim còn lại được đặt trong một tòa nhà lớn kiểu gothic trên đất liền. Ý tưởng về một buổi đấu giá khủng long cũng nằm trong dự thảo bị từ chối này, mà Trevorrow đã đọc qua khi viết kịch bản cho bộ phim Jurassic World đầu tiên.[89][90]
Bayona đã có những ý tưởng của riêng mình được lồng ghép vào kịch bản trong khi về cơ bản vẫn giữ nguyên cốt truyện gốc do Trevorrow và Connolly nghĩ ra. [59] Phân đoạn mở đầu dưới nước của bộ phim có xuất hiện trong kịch bản của họ. Bayona yêu cầu Trevorrow thúc đẩy đoạn phim này trở thành một cảnh lớn hơn lấy bối cảnh lớn hơn.[55] Một trong những ý tưởng của Trevorrow là bao gồm nhân vật Ian Malcolm của Jeff Goldblum, nhân vật xuất hiện trong các bộ phim trước đó của nhượng quyền thương mại.[91] Trevorrow và Goldblum đã thảo luận về các ý tưởng đối thoại cho Malcolm, và Trevorrow cho biết anh đã sử dụng rất nhiều đoạn hội thoại từ tiểu thuyết Công viên kỷ Jura của Crichton cho nhân vật.[2][92] Marshall nói rằng Trevorrow đã miêu tả Malcolm là "kiểu nhân vật 'Uh oh, nguy hiểm, tôi đã bảo rồi mà'".[52] Trevorrow nói về nhân vật Malcolm, "Tôi thấy anh ấy giống như Al Gore. Bây giờ anh ta có râu, và anh ấy nói, 'Tôi đã nói với tất cả các bạn rằng đây sẽ là một thảm họa, và chắc chắn là như vậy.'"[93] Cuối cùng Bayona và Trevorrow đã loại bỏ một số chi tiết nhất định khỏi kịch bản mà họ cảm thấy sẽ tốt hơn để dành cho phần tiếp theo, với ý định sẽ có khủng long lan rộng ra khắp thế giới.[76]

### Tuyển vai
Vào tháng 10 năm 2016, buổi tuyển vai đã được tiến hành để tìm kiếm diễn viên nhí vào vai một cô bé chín tuổi.[94] Khoảng 2.500 cô gái đã được phỏng vấn cho vai này, cuối cùng Isabella Sermon được chọn, đánh dấu lần xuất hiện đầu tay của cô bé.[2] Đến tháng 11 năm 2016, Tom Holland, người trước đó đóng vai chính trong The Impossible đã thảo luận về một vai diễn trong phim với Bayona, nhưng anh nhiều khả năng là sẽ không có mặt do xung đột thời gian.[95] Toby Jones, Rafe Spall và Justice Smith được tuyển chọn vào cuối năm đó.[96][97][98]
Daniella Pineda, Ted Levine và James Cromwell được chọn vào đầu năm 2017,[15][99][100] trong khi Wong xác nhận sẽ trở lại với vai Tiến sĩ Henry Wu.[17] Để giữ bí mật, tiêu đề Ancient Futures đã được sử dụng trong giai đoạn tuyển chọn. Ở các buổi thử vai, các tài liệu tham khảo về khủng long đã được thay thế bằng các động vật như sư tử và gấu xám.[101][102] Để thuyết phục hãng phim rằng Pineda phù hợp với vai trò nhân vật Zia, Bayona đã chứng minh rằng cô có thể thực hiện các cảnh hài kịch và chính kịch, cũng như ngẫu hứng. Pineda đã thử giọng bảy lần trước khi được chọn. Cô đã thử vai cho Bayona, Atienza và Crowley xem nhưng không gặp gỡ dàn diễn viên cho đến khi cô đến Anh để quay phim.[103]
Vào tháng 3 năm 2017, Bayona đã thông báo rằng Geraldine Chaplin, người đã xuất hiện trong các bộ phim trước đây của anh, sẽ tham gia vào dàn diễn viên. [23] Tháng tiếp theo, có thông báo rằng Jeff Goldblum sẽ trở lại trong vai Tiến sĩ Ian Malcolm.[24] Bayona coi Malcolm là một "nhân vật tuyệt vời!"[82] Marshall nói, "Thế giới đã thay đổi rất nhiều kể từ khi Ian Malcolm đến Công viên kỷ Jura và chúng tôi cần cái nhìn khách quan của anh ấy hơn bao giờ hết. Anh ấy thuyết giảng cho chúng ta về học thuyết hỗn loạn, anh ấy đã đúng."[104]

### Quay phim
Công tác quay phim bắt đầu tại Trung tâm thương mại Langley ở Slough, Anh, vào ngày 23 tháng 2 năm 2017.[105][106] Các cảnh quay tại trung tâm thương mại bao gồm văn phòng của Nhóm Bảo vệ Khủng long của Claire, Owen huấn luyện những con raptor bé, và Owen, Claire cố gắng lấy máu từ con T. rex đang hôn mê.[2] Hầu hết các cảnh quay ở Anh đều diễn ra tại Pinewood Studios.[107] Do các sân khấu âm thanh lớn, nó được coi là hoàn hảo cho nhiều cảnh trong nhà của bộ phim.[65] Sau khi kết thúc quay phim ở Anh, khâu sản xuất được chuyển đến Hawaii,[108] là địa điểm quay phim chính.[64] Cảnh quay ở Hawaii sẽ là khung cảnh của Isla Nublar, hòn đảo hư cấu đặc trưng trong bộ phim đầu tiên và thứ tư.[109] Các cảnh quay dự kiến cũng sẽ được quay tại Công viên quốc gia Brecon Beacons ở Wales.[110] Bộ phim là phim Công viên kỷ Jura đầu tiên được trình chiếu ở tỷ lệ khung hình 2.39:1 màn ảnh rộng. Đoàn làm phim chỉ sử dụng máy ảnh Arri Alexa 65.[91] Một số cảnh được quay để gợi nhớ nhiều bộ phim khác nhau, từ From Here to Eternity (1953) và Dracula (1979), cũng như các bộ phim của Spielberg như Raiders of the Lost Ark (1981) và E.T. the Extra-Terrestrial (1982).[76][111] Spielberg đã xem trước nhiều cảnh trong quá trình sản xuất và góp ý cho Bayona. [53]
Trong quá trình quay phim, và giữa các cảnh quay, Bayona đã sử dụng một chiếc iPod để chơi các loại nhạc khác nhau trên phim trường để truyền cảm hứng cho các diễn viên, như anh đã làm với các bộ phim trước đây của mình.[112][113] Anh cũng bật các hiệu ứng âm thanh từ các bộ phim khác trong sê-ri,[114] bao gồm tiếng gầm của T. rex mà đôi khi anh ấy sử dụng để có được phản ứng tự nhiên từ các diễn viên.[115] Cụ thể, Bayona đã phát những âm thanh bất ngờ và âm nhạc lớn để dọa Smith trong một số cảnh nhất định, vì nhân vật của anh được khá là nhát gan.[101][112] Bayona và Pratt đã thảo luận về từng cảnh liên quan đến nhân vật Owen trước khi quay. Nhiều ý tưởng của Pratt đã được sử dụng trong phim. Thảo luận về nhân vật Levine, Bayona nói, "Anh ấy nảy ra ý tưởng tạo ra loại quân nhân này. Anh ấy chỉ muốn thể hiện nhân vật đáng ghét nhất có thể. [...] Và anh ấy rất sáng tạo trên phim trường, cố gắng đưa ra ý tưởng, đưa các ghi chú câu chuyện để làm cho nhân vật này ngày càng trở nên đáng ghét hơn."[55] Bộ phim bao gồm một số gợi ý gián tiếp đến Tổng thống Mỹ Donald Trump, bao gồm một ý tưởng từ Trevorrow, nơi một phóng viên thời sự nói rằng "tổng thống Mỹ" đã đặt câu hỏi về "sự tồn tại của khủng long là không có thật."[76][116][117][118] Jones được phép quyết định ngoại hình của nhân vật, trong đó có một bộ tóc giả giống với kiểu tóc của Trump.[76][117] Một khoảnh khắc không được ghi lại trong phim liên quan đến nhân vật Levine đề cập đến nhân vật Zined của Pineda là một "người phụ nữ khó chịu" (nasty woman), một bình luận trước đây đã được Trump phát biểu.[117][118][119]
Vào tháng 4 năm 2017, nhiều cảnh được quay tại Đại học East Berkshire ở Berkshire, Anh,[120] và tại Loch Long ở Argyll và Bute, Scotland. [121] Cũng trong tháng đó, quá trình quay phim diễn ra tại Công viên Hartland, nơi đây từng là địa điểm thử nghiệm động cơ phản lực Pyry, tại Fleet, Hampshire, Anh,[122][123] nơi đoạn phim mở đầu của bộ phim được quay. Cảnh này được quay suốt đêm và có máy bay trực thăng, máy tạo mưa và mô phỏng sét để mô tả một cơn giông.[2] Bayona miêu tả cảnh mở đầu là một "tác phẩm hành động đồ sộ" giống như những lời mở đầu được sử dụng trong các bộ phim của James Bond.[124] Cảnh này được quay trên phim trường tại Hawley Common, cũng ở Hampshire,[123] nơi cảnh quan bên ngoài của dinh thự Lockwood được xây, cũng như một bến tàu đại lục nơi khủng long được trung chuyển tới.[2] Con tàu vận chuyển khủng long từ Isla Nublar vào đất liền được tạo ra hoàn toàn thông qua các hiệu ứng trên máy tính dựng bởi Industrial Light & Magic (ILM), từng làm việc với các bộ phim trước đó. Nội thất của con tàu được xây dựng bởi Nicholson và nhóm của anh thành một sân khấu lớn ở Pinewood Studios, và sau khi quay phim, trưởng quay đã được xây dựng lại thành tầng thượng rộng lớn của dinh thự Lockwood.[2] Mặt ngoài của ngôi nhà nông thôn Cragside ở Northumberland, Anh, cùng với môi trường xung quanh của nó, được sử dụng để miêu tả ngoại thất của dinh thự Lockwood. Đoàn làm phim đã chụp nhiều tấm ảnh của Cragside và sử dụng máy tính để kết hợp các tấm ảnh với các cảnh quay được quay trên phim trường để tạo ra ngoại thất của dinh thự Lockwood. Không có diễn viên nào tham gia vào các cảnh quay tại Cragside.[125][126]

### Sinh vật trên phim

#### Hiệu ứng đặc biệt
Khủng long của bộ phim được tạo nên bằng cách kết hợp kỹ thuật hoạt hình búp bê (animatronic) và hoạt hình máy tính (CGI).[2] Nghệ sĩ hiệu ứng đặc biệt Neal Scanlan là nhân viên giám sát hiệu ứng sinh vật của bộ phim,[154] trong khi Vickery và Alex Wuttke là người giám sát hiệu ứng hình ảnh.[155] Scanlan đã làm việc với những con khủng long búp bê, trong khi Vickery và nhóm ILM của anh ta tạo ra các phiên bản của khủng long thông qua CGI. [154] Các nhà làm phim hoạt hình ILM ở Vancouver đã tạo ra các cảnh quay có khủng long chạy loạn, trong khi xưởng phim London của ILM tạo ra các cảnh sinh vật còn lại. Khoảng 52 nhà hoạt họa ILM đã làm việc cho bộ phim.[156] Scanlan đã hợp tác chặt chẽ với Bayona và Vickery để tạo ra các sinh vật chân thực.[154] Vickery và ILM đã nghiên cứu sâu rộng và mô tả chính xác các loài khủng long, bao gồm trao đổi ý kiến với các nhà cổ sinh vật học. Nhóm ILM cũng sử dụng voi và tê giác như hệ quy chiếu để xác định cách khủng long nên di chuyển và hành vi của chúng.[2] Chuyên gia khủng long John Hankla, thuộc Bảo tàng Khoa học và Tự nhiên Denver, là cố vấn cho bộ phim.[157] Sau khi đọc những suy nghĩ của người hâm mộ về khủng long và nói chuyện với trẻ em, Bayona nhận ra rằng kết cấu và màu sắc của khủng long thường được đề cập đến và nói: "Tôi nghĩ đó là thứ tôi có thể thử nghiệm. Chúng sẽ trở nên đẹp đẽ và phong phú hơn khi lên phim."[154] Nghiên cứu mới cũng cho thấy khủng long trong đời thật sở hữu nhiều màu sắc hơn so với các suy nghĩ trước đây. [2]
Bộ phim có nhiều loài khủng long hơn bất kỳ bộ phim nào trước đó trong sê-ri.[54] Bayona muốn bao gồm một số loài khủng long mới chưa từng thấy trong các bộ phim trước đó,[154] bao gồm Allosaurus, Baryonyx, Carnotaurus, Sinoceratops, Stygimoloch và con Indoraptor hư cấu.[158] Baryonyx và Carnotaurus là những sinh vật được tạo ra thông qua CGI.[156] Dilophosaurus xuất hiện trong phần trước của bộ phim, nhưng bị cắt khỏi bộ phim.[152] Bộ phim có nhiều khủng long hoạt hình hơn bất kỳ phần nào trước đây,[159][160] và hoạt hình được sử dụng là công nghệ tiên tiến hơn so với các bộ phim trước đó [159] Năm con khủng long búp bê đã được tạo ra cho bộ phim, trong khi bộ phim trước chỉ có một.[2] Nhiều hoạt họa điện tử đã được sử dụng vì bộ phim có sự tương tác gần gũi hơn giữa con người và khủng long so với phần trước của nó, bao gồm cả cảnh Howard cưỡi trên lưng con T. rex.[2][161] Bayona nói rằng hoạt hình điện tử "rất hữu ích trên trường quay, đặc biệt là đối với các diễn viên để họ có phản ứng chân thực hơn. Có thêm sự phấn khích nếu họ có thể diễn trước một thứ có thật."[154] Scanlan cảm thấy búp bê tuy vậy không hữu dụng cho mọi cảnh: "Theo một số cách, nó sẽ có tác động đến lịch trình quay phim của bạn, bạn phải dành thời gian để quay phim với búp bê. Công bằng mà nói, chúng tôi tự hỏi liệu nó có giá trị về mặt kinh tế và nghệ thuật hơn khi làm theo cách đó. Một khi chúng tôi đã xem xét từng trường hợp cụ thể, với giám đốc và giám sát viên VFX, chúng tôi quyết định liệu- là vì môi trường hay hoàn cảnh- đây là cách đúng đắn để quay thực tế."[2]
Scanlan đã dành hơn 8 tháng tại Pinewood Studios để làm việc với các sinh vật trước và trong lúc quay phim, với một đội ngũ khoảng 35 người.[162] đội Scanlan đã tạo ra mô hình cử động được với đầy đủ chức năng của T. rex, Indoraptor và Blue, trong khi ILM làm việc với các phiên bản CGI trên máy tính.[154][156]
- T. rex là một trong những sinh vật máy móc đầu tiên cần thiết cho việc quay phim, dưới hình thức của một cái đầu đầy lớn và vai. ILM đã gửi cho Scanlan một mô hình của T. rex từ lúc nó xuất hiện trong Jurassic World. Scanlan sử dụng nó để tạo ra một bản in 3D đầy đủ của đầu và vai. [2] T. rex animatronic có kích thước như thật, có khả năng thở và di chuyển đầu, được điều khiển bằng các cần điều khiển dấu bên dưới.[159] Nó được sử dụng cho một cảnh duy nhất là khi Owen và Claire cố gắng lấy máu từ con T. rex. Cảnh này ban đầu dùng mô hình này, trong khi cuối cảnh chỉ sử dụng CGI. Phần giữa của cảnh sử dụng kết hợp cả hai phương pháp.[156] Trong câu chuyện của bộ phim, con T. rex này là con vật đã xuất hiện xuyên suốt sê-ri.[163] Trevorrow nói: "Chúng tôi đã dõi theo nhân vật này ngay từ đầu, nó là con T.rex của Công viên kỷ Jura và Thế giới kỷ Jura. Nó là biểu tượng của- không chỉ vì nó là một con T. rex, mà bởi vì nó chính là con T. rex ấy."[2]
- Mô hình của Blue được tạo ra để nằm lên bàn mổ, miêu tả con vật trong tình trạng bị thương nặng trong khi nhân vật Zia phẫu thuật cho con vật. Gồm 1 tá người múa rối, ẩn dưới bàn mổ, kiểm soát cử động của con vật trong lúc quay phim.[2] Cảnh này được quay hai lần, có và không có mô hình của Blue, và hai phiên bản sau đó được kết hợp cho một hiệu ứng liền mạch.[76] Khi tạo Blue thông qua CGI, các nhà làm phim hoạt hình đã đề cập đến sự xuất hiện của con vật trong bộ phim trước đó.[156] Theo Vickery, các chuyển động của Blue được thiết kế giống với một con chó: "Bạn nhìn vào cách Blue ngẩng đầu lên và nhìn lên bạn. Nó giống hệt như một con chó. Bạn đang cố gắng kết nối con khủng long với những điều bạn hiểu như một con người. "[155]
- Con Indoraptor chủ yếu được tạo ra thông qua CGI, trong khi đầu, cổ, vai, chân và cánh tay thực tế được làm thật để quay cận cảnh.[157] Đối với một số cảnh, Indoraptor bơm hơi được vận hành bởi hai người múa rối trên phim trường, sau đó được thay thế bằng phiên bản CGI của sinh vật.[143] Indoraptor được thiết kế để có cánh tay dài giống người.[76] Sinh vật này được mô tả là một con vật đi bằng bốn chân và hai chân,[156] với chiều cao xấp xỉ 10 ft (3.0 m) khi đứng bằng hai chân.[2] Bayona đã chọn màu đen cho Indoraptor vì anh ta muốn sinh vật này có dạng bóng đen, nói rằng "thật kinh hoàng khi bạn nhìn thấy một con Indoraptor trong bóng tối vì bạn chỉ có thể nhìn thấy mắt và răng của nó." [76]

## Phần tiếp theo
Phần tiếp nối là Thế giới khủng long: Lãnh địa, công chiếu vào 10 tháng 6 năm 2022.